# Jakob Baran
Jakob Baran (* 25. Juli 1992 in Wien) ist ein österreichischer American-Football-Spieler für die Danube Dragons. Er spielt auf der Position Linebacker. 
Baran durchlief die Nachwuchsprogramme der Danube Dragons und spielte früh in der ersten Mannschaft. 2006 wurde er mit 14 Jahren in das Junioren-Nationalteam (U19) einberufen und spielte bei der Europameisterschaft in Spanien. Mit 17 Jahren spielte er in der Startformation und leistete einen großen Beitrag zum Meistertitel 2010. 2010 wurde er zum Youngstar der Liga gewählt und führte die Statistiken in Tacklen an.
Anschließend wurde er 2011 in die Weltauswahl berufen und spielte gegen die Auswahl aus den Vereinigten Staaten von Amerika.